# Adolphe Manier
Adolphe Manier, né à Foug (Meurthe) le 14 septembre 1851, et mort à Vichy (Allier) le 30 juillet 1929 est un évêque catholique français, évêque de Belley de 1910 à 1929.

## Biographie
Il a été ordonné prêtre le 22 mai 1875 par Adolphe Perraud, évêque d'Autun.
Nommé évêque de Belley le 13 avril 1910 par le pape Pie X, il a été consacré le 11 octobre suivant par Henri Villard, évêque d'Autun. Il reste évêque de Belley jusqu'à sa mort.